# Rudniki (województwo wielkopolskie)
Rudniki (niem. Rutchelhelm) – wieś w Polsce położona w województwie wielkopolskim, w powiecie nowotomyskim, w gminie Opalenica.
W latach 1975–1998 miejscowość położona była w województwie poznańskim.

## Historia
Pierwsze wzmianki o wiosce pochodzą z 1388, gdzie wymieniany jest Przybilislaus de Rudniky. Między XVI a XVII wiekiem wieś należała do Opalińskich z Bnina.
W okresie Wielkiego Księstwa Poznańskiego (1815-1848) wieś wzmiankowana jako Rudniki należała do wsi większych w ówczesnym powiecie bukowskim, który dzielił się na cztery okręgi (bukowski, grodziski, lutomyślski oraz lwowkowski). Rudniki należały do okręgu grodziskiego i stanowiły część majątku Grodzisk (Grätz), którego właścicielem był wówczas Szolc i Łubieński. Według spisu urzędowego z 1837 roku wieś liczyła 414 mieszkańców i 54 dymów (domostw).
W okresie międzywojennym tutejszy majątek około 685 ha należał do Tadeusza Ruczyńskiego. Nazwa Rudniki pochodzi od rudy darniowej wydobywanej na okolicznych łąkach.

## Architektura
Głównym punktem wioski jest pochodzący z 1925 dwór neoklasyczny, w którym obecnie ma swoją siedzibę szkoła podstawowa im. Andrzeja i Władysława Niegolewskich. Budynek charakteryzuje się dwuspadowym dachem z okienkami oraz sięgającym do połowy dachu czterokolumnowym portykiem jońskim.
Jest tu również około półtorahektarowy park krajobrazowy, w którym obok grabów, platanów, lip drobno- i szerokolistnych występują także topole włoskie. Na terenie dzisiejszej Spółdzielni Produkcji Rolnej „Rolnik" zachowała się chlewnia z 1871 oraz nietynkowany trzykondygnacyjny spichlerz z końca XIX w.

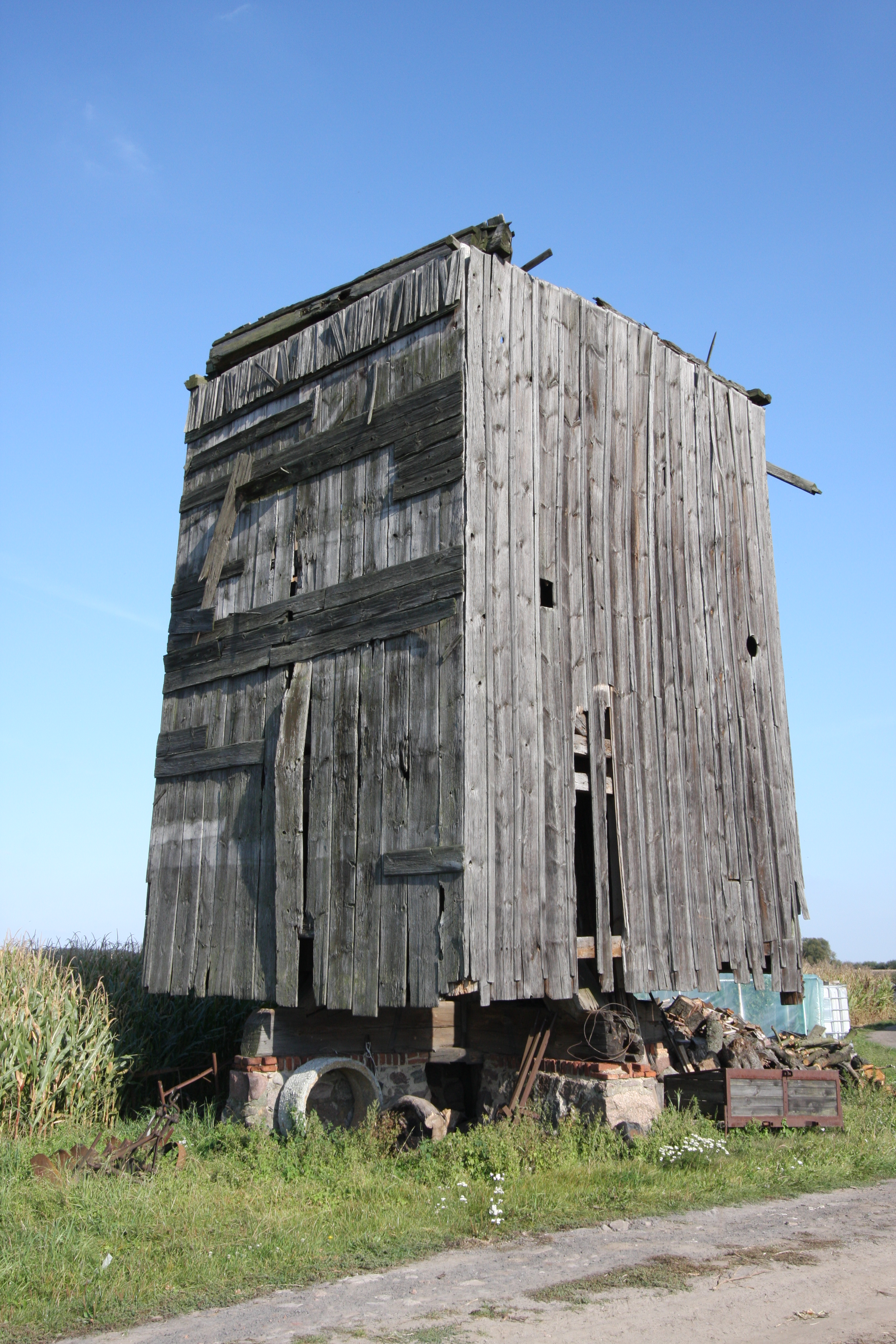
Ruiny wiatraka koźlaka w Rudnikach

W Rudnikach zachował się także ostatni na terenie gminy drewniany wiatrak koźlak z 1815. W Rudnikach znajduje się także kaplica pw. Maksymiliana Kolbego oraz przydrożna kapliczka.
Od 1886 r. przez wieś przebiegało torowisko Opalenickiej Kolei Wąskotorowej. Kolej zamknięto w 1995 w 2006 rozebrano torowisko.

### Zabytki
- wiatrak Koźlak z 1815 r.
- spichlerz z końca XIX w.
- chlewnia z 1871 r.
- dwór (pałac) obecnie szkoła z 1925 r.